# Mesilla
Mesilla – miasto w Stanach Zjednoczonych, w stanie Nowy Meksyk, w hrabstwie Doña Ana.